# Scott Lee
Scott Lee es un actor y modelo australiano, más conocido por haber interpretado a Hunter King en la serie australiana Home and Away.

## Carrera
Entre el 2009 y el 2011 Scott ha dirigido las obras de teatro "OnStage" y "Fast and Fresh".
El 27 de julio de 2015 se unió al elenco de la popular serie australiana Home and Away donde interpretó a Hunter King, hasta el 10 de septiembre de 2018, luego de que su personaje decidiera mudarse a Vietnam.

## Filmografía[4]

### Series de televisión
| Año         | Título        | Personaje                    | Notas                      |
| ----------- | ------------- | ---------------------------- | -------------------------- |
| 2015 - 2018 | Home and Away | Hunter King                  | 296 episodios              |
| 2015        | Hiding        | Estudiante                   | episodio # 1.6             |
| 2014        | The Code      | Hombre en el Estacionamiento | episodio # 1.4 - miniserie |

### Películas
| Año  | Título   | Personaje | Notas |
| ---- | -------- | --------- | --- |
| 2015 | Pulse    | Luke      | junto a Caroline Brazier, Daniel Monks, Sian Ewers, Jaimee Peasley, Troy Rodger, David Richardson & Lee Jankowski        |
| 2015 | Crushed  | Adam Rose | junto a Roxane Wilson, Helmut Bakaitis, Aaron Glenane, Robert Preston, Jamie Irvine, Patrick Connolly & Benjamin Mathews |
| 2014 | Ambrosia | Finn      | junto a Rebecca Montalti, Elias Jamieson Brown, Debbie Neilson & Natasha Velkova                                         |

### Director
| Año        | Título         | Notas |
| ---------- | -------------- | ----- |
| 2011       | OnStage        | obra  |
| 2009, 2010 | Fast and Fresh | obra  |

### Teatro
| Año        | Título                          | Personaje   | Director (a)   | Teatro            | Notas                                    |
| ---------- | ------------------------------- | ----------- | -------------- | ----------------- | ---------------------------------------- |
| 2013       | The Dreamer Examines His Pillow | Tommy       | Vashti Pontaks | Unpathed Theatre  | junto a Peter McAllum & Ainslie Clouston |
| 2011       | Soldier Boy                     | Jim Martin  | Chris Canute   | -                 | -                                        |
| 2011       | OnStage                         | Nick        | -              | -                 | -                                        |
| 2009, 2010 | Fast and Fresh                  | -           | -              | Riverside Theatre | -                                        |
| 2009       | Stories in the Dark             | -           | Anna Phillips  | -                 | -                                        |
| 2008       | Grimm Tales                     | Rey Malvado | Phil Cunich    | -                 | -                                        |
| 2008       | Henry V                         | Henry V     | Phil Cunich    | -                 | -                                        |